# Rafael Matesanz Martín
Rafael Matesanz Martín fue un sacerdote y un poeta místico. Nació en Prádena (Segovia) el 22 de octubre de 1933 y falleció  en Segovia, el 31 de diciembre de 1999. Ganó en 1997 el Premio Mundial de Poesía mística.

## Biografía
Sus padres fueron Rafael Matesanz Sanz y de María Guadalupe Martín Sanz. Fue ordenado sacerdote y desde el inicio compatibilizó su ministerio con la labor poética.
Su obra se inspira en cuatro argumentos: la alegría de ser creyente, el dolor por el ateísmo teórico y práctico, su deseo de conjugar vitalmente su palabra y su carne, y la urgencia de traducir el lenguaje de Dios Poeta que habla en los seres pcreados y en la confidencia revelada.
La valoración crítica reconoce en su obra la hondura y la sencillez conjugadas con el asombro gozoso de sus convicciones.
En 2009 se constituyó la Asociación sacerdote Rafael Matesanz para contribuir a que su figura y obra sean conocidas.

## Obra
• Luces Cortas, Luces Largas  (2023), edición póstuma.
• Paraíso Filial (1999)
• Cartas al cielo (1997), ganador del XV Premio Mundial de Poesía Mística Fernando Rielo.
• En el hogar de Dios (1993)
• Alto silencio (1989)
• Segovia, hogar con madre
vivencias segovianas con Nuestra Señora de la Fuencisla (1983)
• Coplas a la muerte de Jorge Manrique (1979)
• Sombra de Dios, maduro de Silencio (poemas a San José, 1974)
• Esta luz (1969)